# 左光斗
左 光斗（さ こうと、1575年 - 1625年）は、明代の官僚。移宮の案の主導者。魏忠賢ら閹党の迫害により冤罪死した東林六君子のひとり。字は遺直、号は浮丘。本貫は安慶府桐城県左家宕。曾祖父は左麒。祖父は左軫。父は左出穎。兄は左光霽・左光朝・左光前・左光啓。弟は左光裕・左光先・左光明・左光弼。

## 生涯
1607年（万暦35年）、進士に及第した。中書舎人に任じられた。御史となり、京城を巡視した。吏部の悪官を摘発して、偽印70あまりを押収し、偽官100人あまりを捕縛した。
光斗は屯田を出向管理することになり、三度上書して十四条の建議をおこなった。その提案は聞き入れられて施行され、治水が進み、華北ではじめて稲作が行われた。宦官の劉朝が皇太子朱常洛（後の泰昌帝）の令旨と称して、外戚に与えられて放置された荘田を接収して私物化しようとした。光斗は「令旨」の封を開かずに差し戻した。
1620年（万暦48年）7月、万暦帝が病床につくと、光斗は給事中や御史たちとともに大学士の方従哲のもとを訪れて、万暦帝の安否を訊ねた。方従哲は「帝は病を忌まれており、側近に訊ねても伝えてこないのだ」と答えた。楊漣が方従哲に宮中に入るよう迫ると、方従哲は重い腰を上げて廷臣たちを率いて宮中に入り、病床を見舞った。光斗は人を派遣して皇太子朱常洛に宮中に入って病床に侍り、看病するよう勧めた。
万暦帝が死去し、8月に泰昌帝が即位すると、乾清宮にあった鄭貴妃は泰昌帝の寵愛する李選侍と互いに結んで、鄭貴妃は李選侍を皇后に立てるよう求め、李選侍もまた鄭貴妃を皇太后に立てるよう請願していた。光斗は楊漣とともに鄭貴妃の甥の鄭養性を非難し、鄭貴妃に慈寧宮へ移るよう求めた。
9月1日、泰昌帝が死去すると、光斗は李選侍が嫡母でも生母でもないのに乾清宮に居座っていることから、皇長子朱由校に慈慶宮に移るよう勧めた。大臣たちが宮中に入って乾清宮から朱由校を連れ出し、慈慶宮に移させた。楊漣らが6日の即位で議論をまとめると、光斗は大事を誤ったとして楊漣を責め、その顔に唾を吐いた。2日、光斗は李選侍の移宮を上疏して請願した。李選侍は光斗を譴責し、朱由校を乾清宮に迎えようと図った。5日、李選侍を乾清宮から出し、仁寿殿に移した。6日、天啓帝が即位し、乾清宮に帰った。
改元のことが廷臣によって議論され、ある者は泰昌帝の在位が1カ月に満たなかったことから泰昌の紀年を省こうと主張し、ある者は万暦48年をなくして当年を泰昌元年にしようと主張し、ある者は翌年を泰昌元年にして翌々年を天啓元年にしようと主張した。光斗はそれらの説を退けて、当年7月以前を万暦48年とし、8月以後を泰昌元年にするよう主張して、その意見が採用された。
1621年（天啓元年）、光斗は汪応蛟の策を採用して、天津の屯田を復活させ、通判の盧観象に屯田の水利を管理させた。朝廷が熊廷弼の起用と言官の魏応嘉らの処罰を議論した。光斗は熊廷弼の才能は優れているが度量に乏しいとして、ひとりこれに反対する上疏をおこなった。まもなく熊廷弼は後金に敗北した。1623年（天啓3年）秋、光斗は文震孟・満朝薦・毛士龍・徐大相らの召還を請願する上疏をおこない、合わせて召継春と范済世の召還を求めた。范済世は光斗とともに移宮の案について異論を唱えた人物だったため、上疏は聞き入れられなかった。この年のうちに光斗は大理寺丞に抜擢され、大理寺少卿に進んだ。
1624年（天啓4年）2月、光斗は左僉都御史に任じられた。ときに趙南星が阮大鋮の吏科都給事中への昇官を阻んだため、阮大鋮はこれを光斗の発案と信じて光斗を憎んだ。また熊明遇と徐良彦はいずれも僉都御史の地位を得たいと切望していたが、趙南星が光斗を引き立てて僉都御史としたため、両人は光斗を恨んだ。かれら江西出身の官僚たちはさらに別のことで魏大中を憎んでいた。4月、給事中の傅櫆は光斗と魏大中が汪文言と通じて賄賂を受け取ったと弾劾した。光斗は上疏して反論し、傅櫆が東廠理刑の傅継教と結んで義兄弟としていると批判した。傅櫆は再び上疏して光斗を告発した。光斗が自ら罷免を求めた。
6月、楊漣が魏忠賢の二十四大罪を弾劾すると、光斗はこれに賛同した。8月、光斗は高攀龍とともに崔呈秀が不正に得た財産を私物化していることを告発した。10月、魏忠賢らは趙南星・高攀龍・魏大中を政権から追放し、次に楊漣と光斗を失脚させようとしていた。光斗は魏忠賢と魏広微の三十二斬罪を弾劾する上奏文を書いて、11月2日に上疏しようと準備し、先に妻子を故郷に帰らせておいた。魏忠賢はこれを察知すると、先立って光斗と楊漣を官籍から削らせた。1625年（天啓5年）3月、光斗は汪文言の獄に連座させられて逮捕され、苛酷な尋問を受けた。錦衣衛の許顕純により光斗は楊鎬・熊廷弼から賄賂を受け取った罪をでっち上げられた。閹党に屈した人々は光斗が不正に得た財産2万を隠したと告発した。孫奇逢が諸生の義援金を集めて、光斗が獄中で受けている拷問を緩めさせようと工作したが、間に合わなかった。7月26日、光斗は獄中で死去した。享年は51。光斗の死後も追及は続き、14人が連座して、長兄の左光霽も死罪となった。光斗の棺が開かれ、遺体を辱められた。魏忠賢が処断されると、光斗の名誉は回復され、右都御史の位を追贈された。さらに太子少保の位を追贈された。南明の福王政権のとき、忠毅と追諡された。著書に『奏疏』3巻・『文集』5巻があった。